# Tegeler Forst

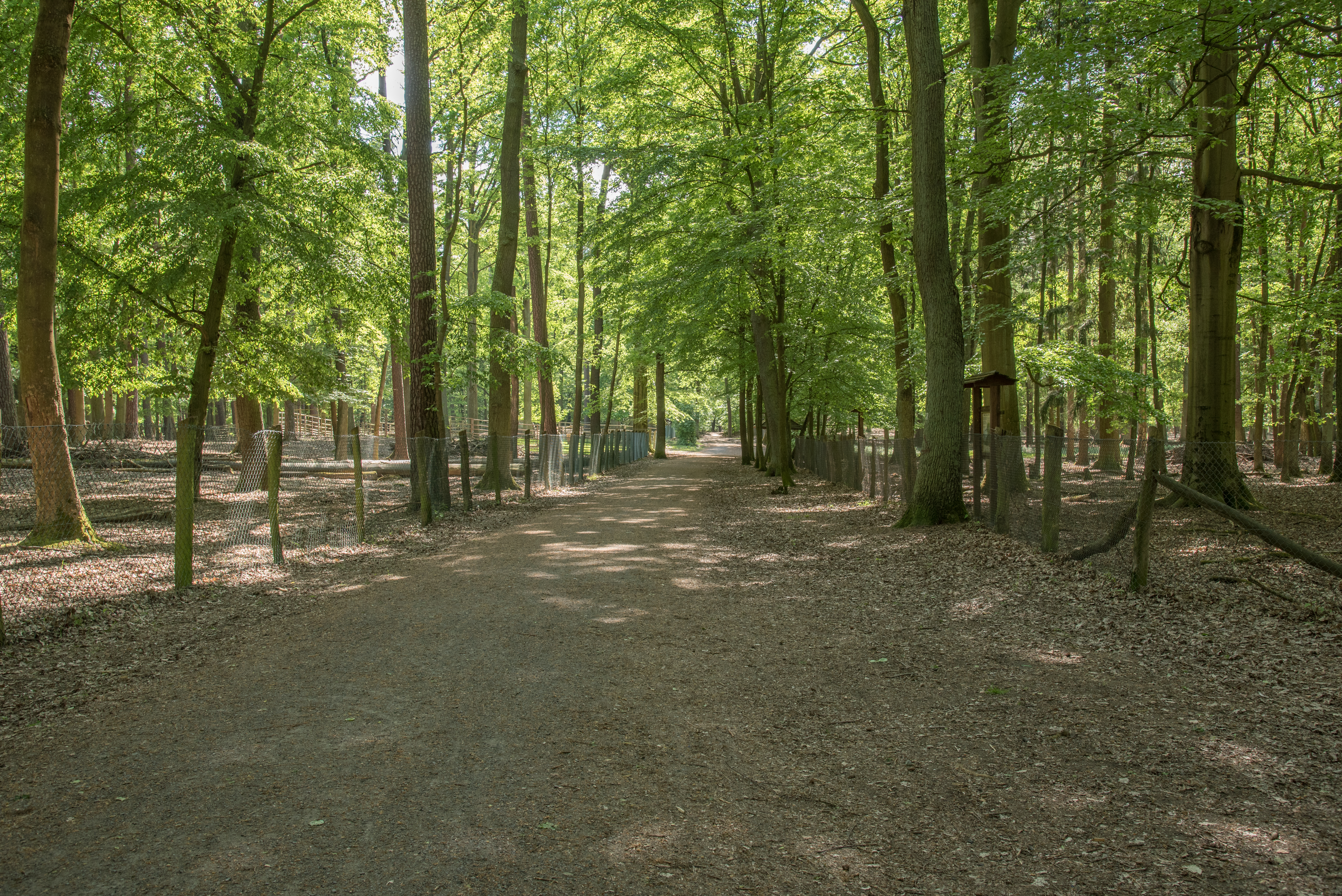
Forstweg im südlichen Teil des Tegeler Forstes

Der Tegeler Forst ist ein 2169 Hektar großes landeseigenes Waldgebiet im Ortsteil Tegel des Bezirks Reinickendorf im Nordwesten Berlins. Er ist als Landschaftsschutzgebiet einer der fünf bedeutenden Berliner Forsten.

## Lage
Er erstreckt sich vom südlichen Teil an der Ortslage Tegelort nördlich des Tegeler Sees bis zum nördlichen Teil südlich des Ortsteils Heiligensee. In diesem Bereich befindet sich die Binnendünenlandschaft der Baumberge. Nördlich des Forstes befindet sich die Ortslage Schulzendorf.
Der Tegeler Forst liegt östlich des Ortsteils Konradshöhe und wird von der Konradshöher Straße und der Heiligenseer Straße durchquert.
Der Königsweg, der Heiligenseer Weg und die Humboldt-Spur durchqueren den Tegeler Forst ebenfalls, wobei die beiden letzteren zu den 20 grünen Hauptwegen Berlins gehören.

## Flora und Fauna
Auf den sandigen Böden wachsen forstwirtschaftlich genutzte Gehölzbestände aus Kiefernmischwäldern, die von Laubwäldern durchsetzt sind. Aktuell liegt der Hauptwert dieser Waldgebiete in der Freizeitnutzung der Großstädter. Bewirtschaftet wird der Wald nach den Regeln des Forest Stewardship Councils und des Naturlandverbandes.
Im südlichen Teil des Tegeler Forstes befinden sich drei Superlative bei den Bäumen. Der höchste Baum Berlins ist eine 43,15 Meter hohe Buche, die am Mühlenweg steht. Nur knapp 200 Meter weiter östlich befindet sich die 41,05 Meter hohe Burgsdorff-Lärche, die bis zu einer Neuvermessung im Jahr 2021 als der höchste Baum Berlins galt und nunmehr die höchste Lärche Berlins ist. Der älteste Baum der Stadt, die mindestens 500 Jahre alte Dicke Marie, ist eine Stieleiche in der Nähe des Ufers des Großen Malchsees (die nördlichste Bucht des Tegeler Sees).
Pflanzen- und Tierarten sind im Landschaftsschutzgebiet geschützt. Insbesondere der reiche Bestand an seltenen und teilweise gefährdeten Brutvogelarten im nördlichen Bereich des Tegeler Forstes soll gesichert werden.

Vögel im Tegeler Forst
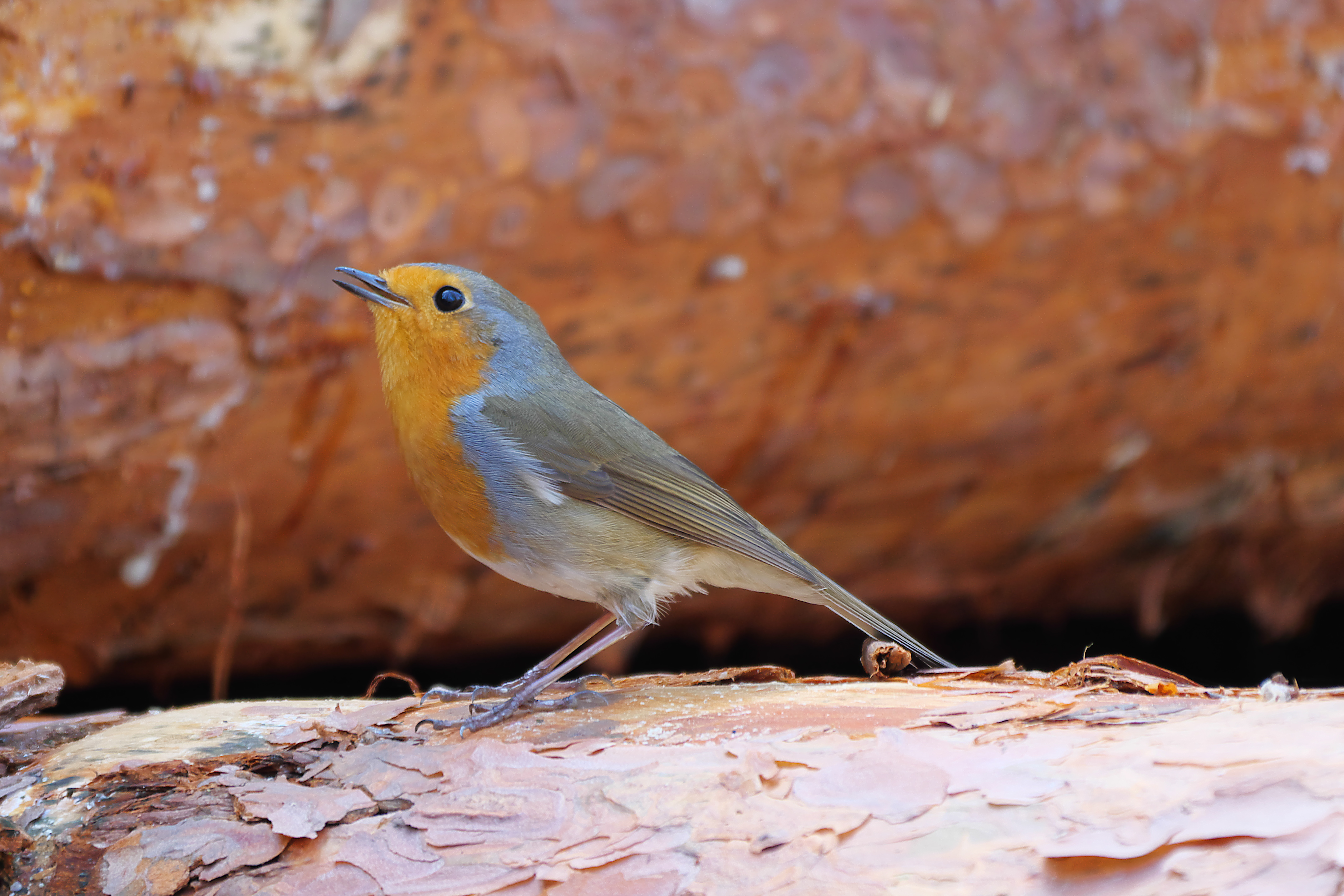
Rotkehlchen
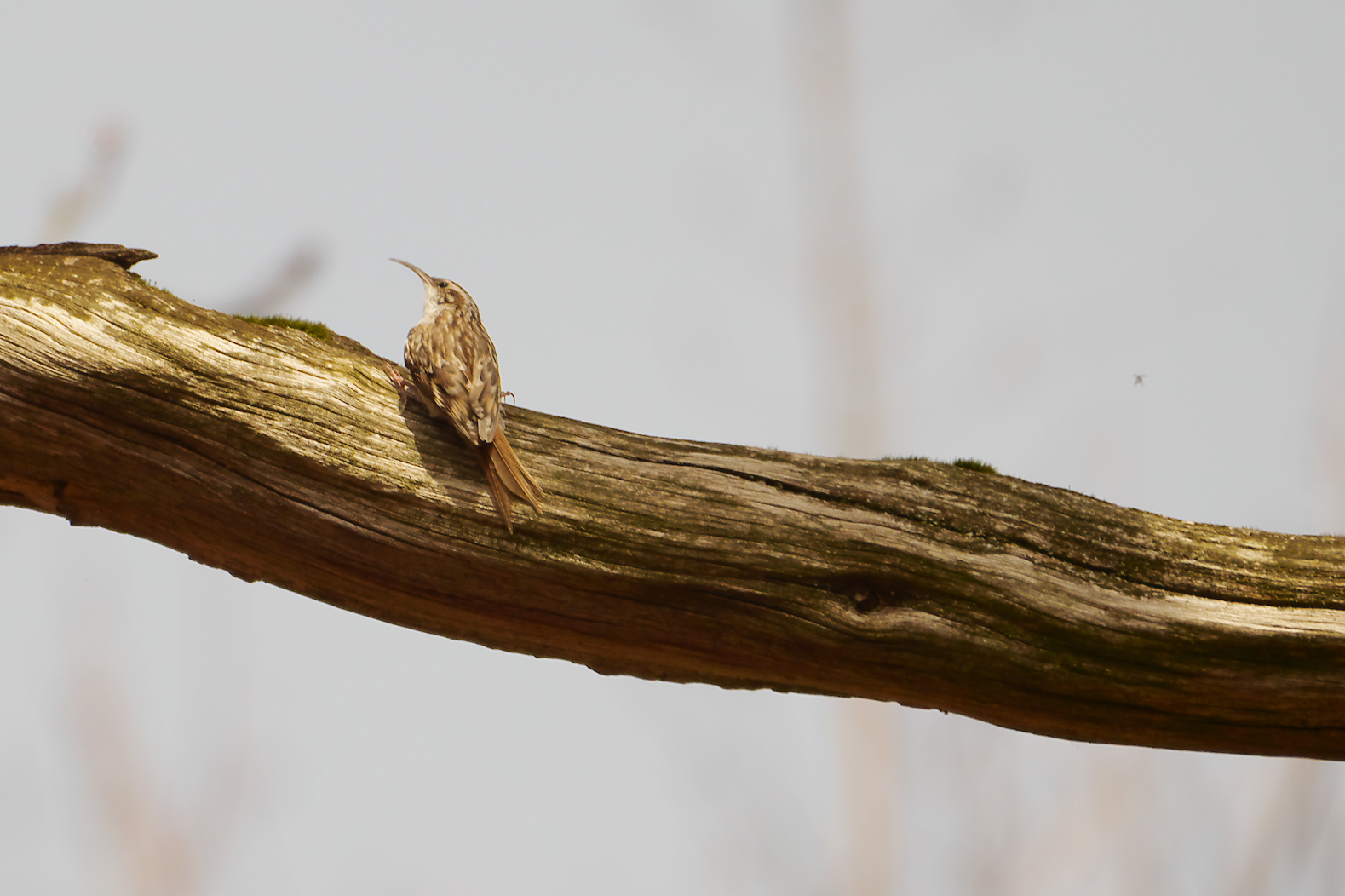
Gartenbaumläufer
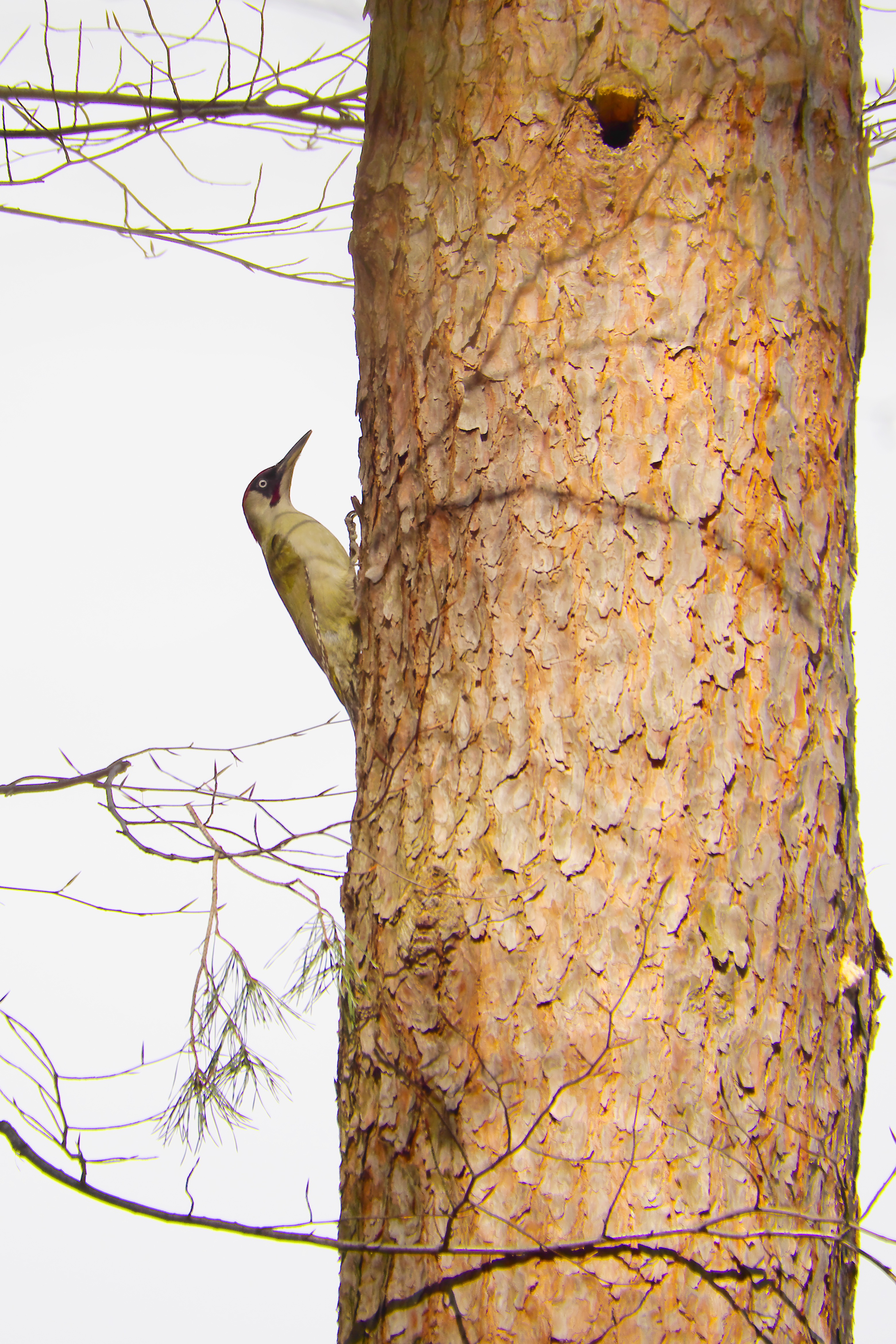
Grünspecht

## Sonstiges
Die Jugendrichterin Kirsten Heisig starb 2010 im Tegeler Forst durch Suizid.
Am 5. Oktober 2017 wurde die Journalistin Sylke Tempel nach dem Verlassen eines Fahrzeugs durch einen während des Sturmtiefs Xavier umstürzenden Baum erschlagen. An der Konradshöher Straße waren auf einer Länge von nur 500 Metern sechs Bäume auf die Fahrbahn gestürzt und versperrten die direkte Zufahrt zum Ortsteil Konradshöhe.
Am 26. Juni 2025 wurden bei einem Unwetter viele Bäume, insbesondere Buchen, entwurzelt oder beschädigt. Weite teile des Walds, abseits der Straßen, sind (Stand: 29. Juni 2025) noch immer durch umgestürzte Bäume blockiert und gesperrt.

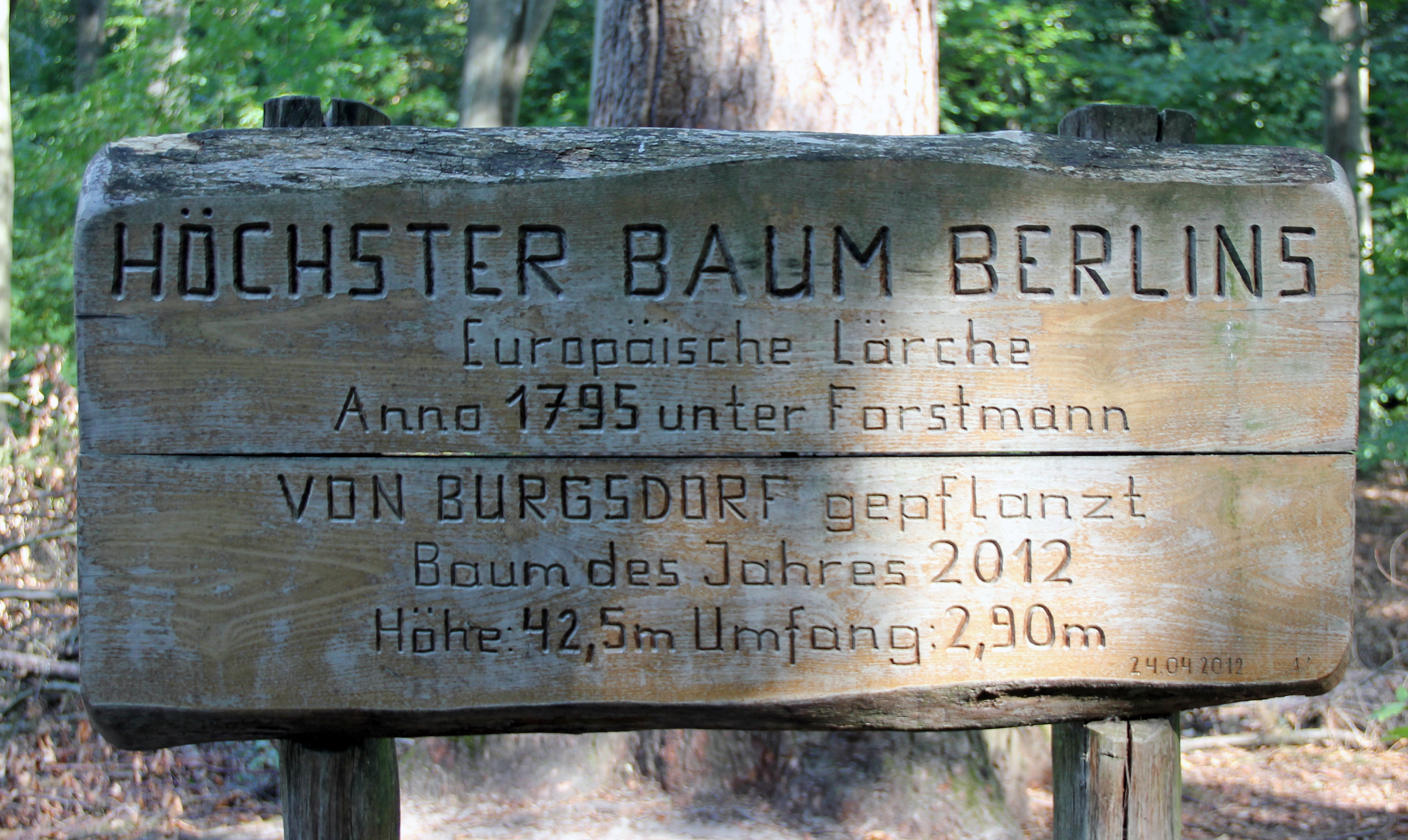
Höchste Lärche Berlins, Mühlenweg
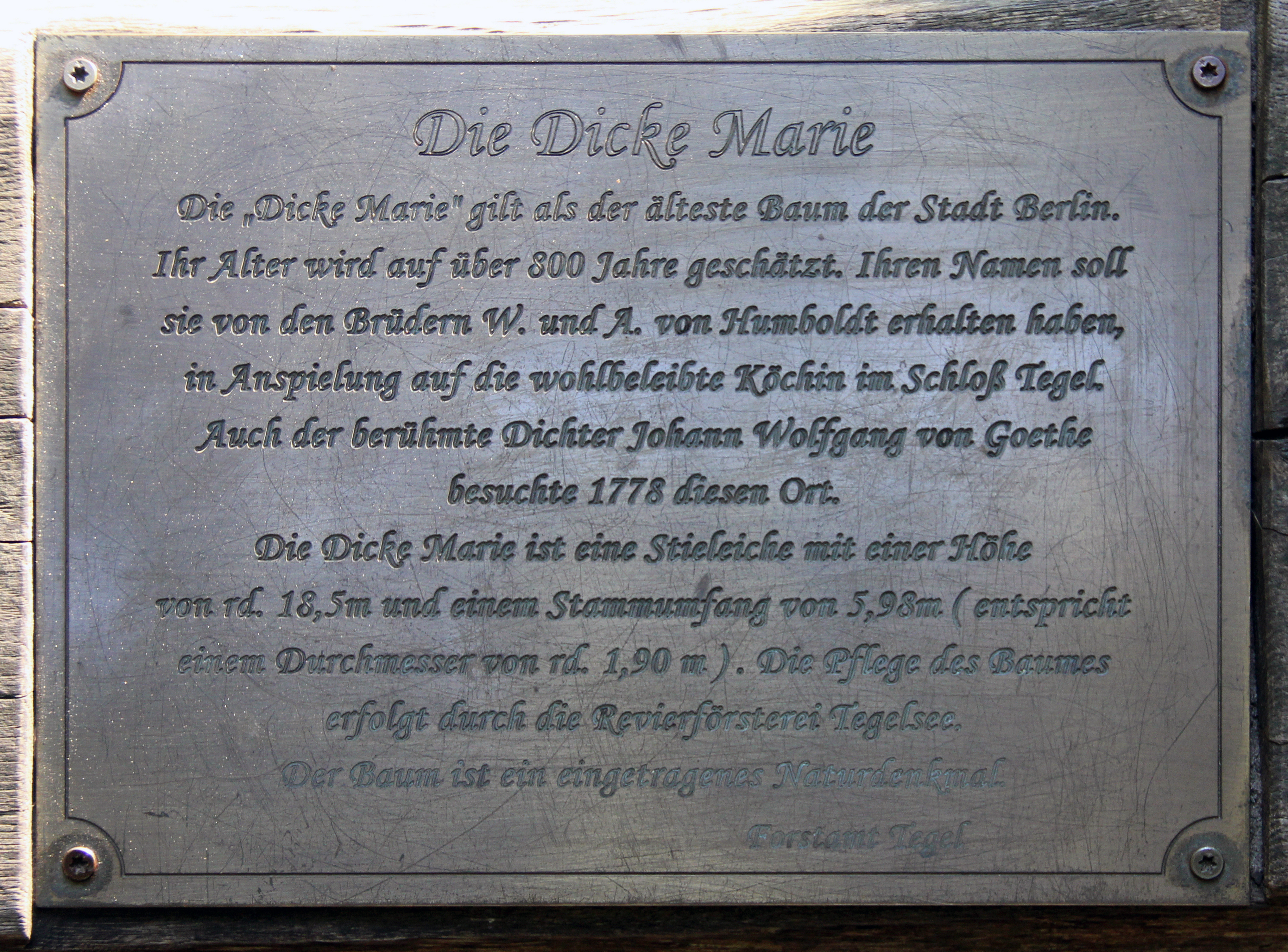
Dicke Marie, Schwarzer Weg
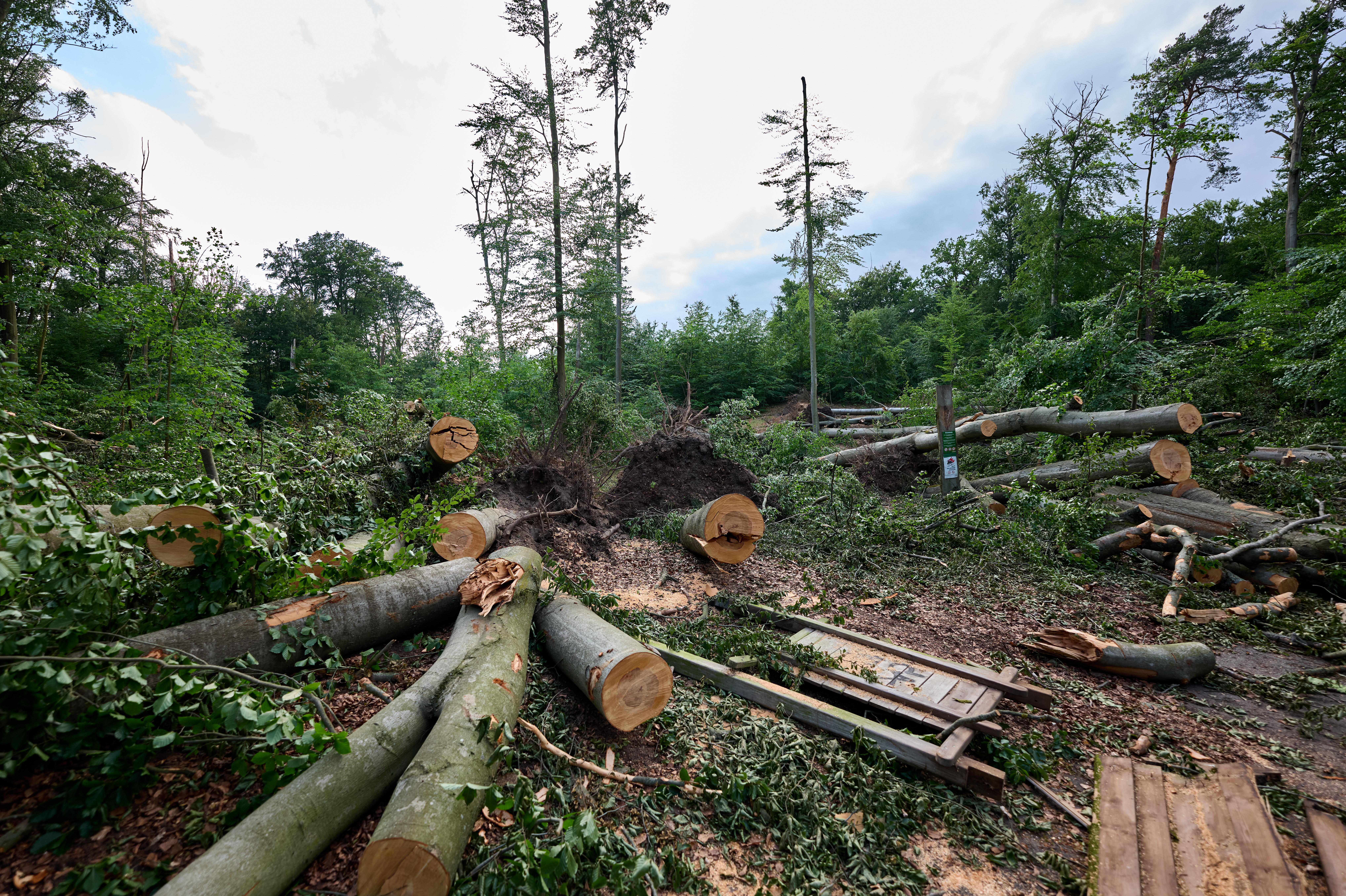
Schäden an der Ruppiner Chaussee am 28. Juni 2025
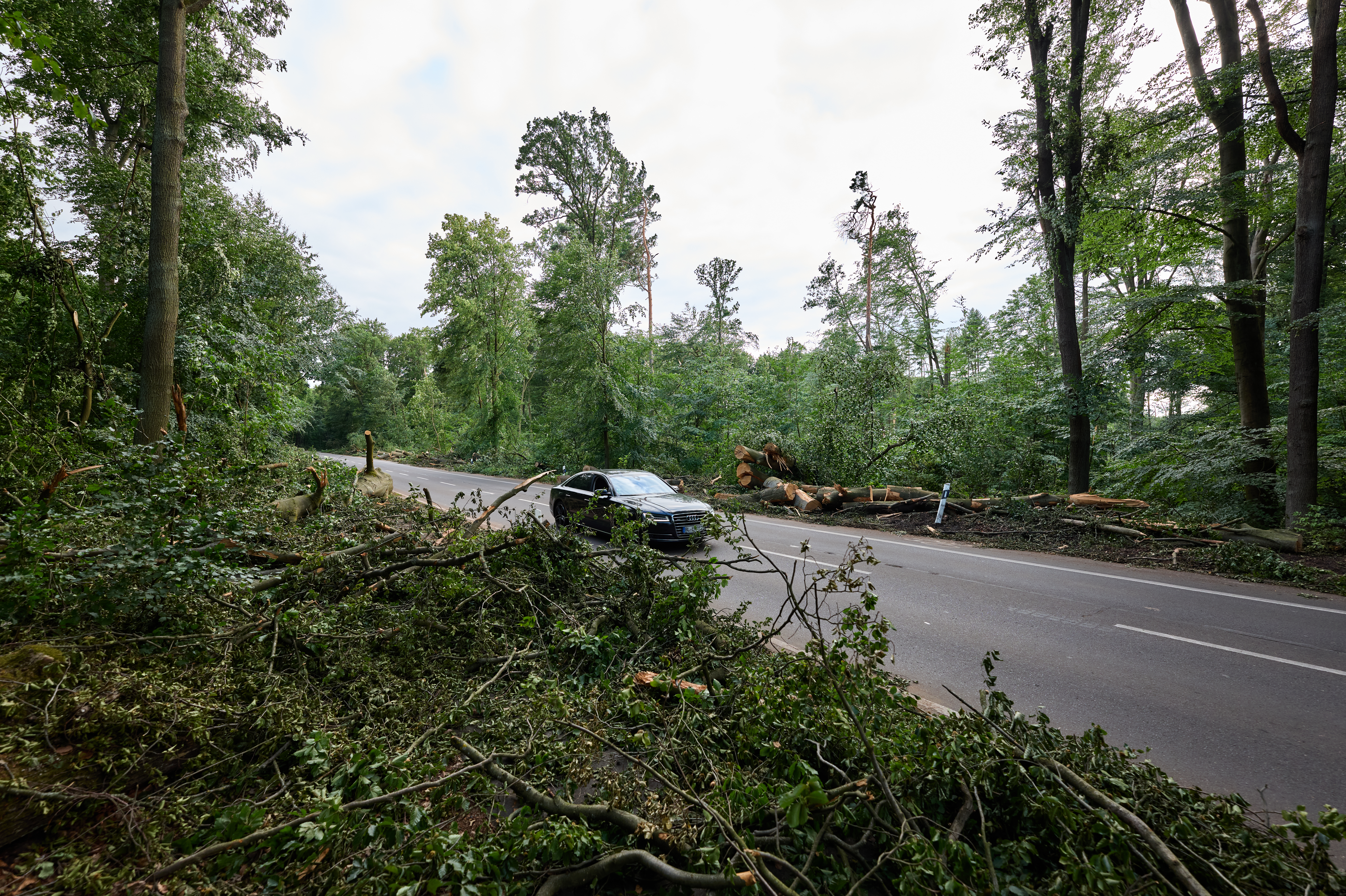
Schäden an der Konradshöher Straße am 28. Juni 2025